# Almoloya del Río
Almoloya del Río  è un comune dello stato del Messico vicino alla città di Toluca, il cui capoluogo è la località omonima.